# Leonardo (Teenage Mutant Ninja Turtles)
Leonardo (of Leo) is een personage uit de strips, films en televisieseries van de Teenage Mutant Ninja Turtles (TMNT). Hij is een van de vier Turtles, en te herkennen aan zijn blauwe bandana. Hij is min of meer de leider van de vier turtles. Zijn vaste wapens zijn twee ninjaken, hoewel ze in bijna elke incarnatie van de TMNT worden omschreven als katana. Hij is genoemd naar Leonardo da Vinci.
Leonardo lijkt nog wel het meest op zijn sensei, Splinter. Hij neemt zijn ninjutsu trainingen zeer serieus. Hij brengt zijn vrije tijd vaak door met extra trainingen en meditatie. Hij heeft een sterk gevoel voor eer en is een strikte volger van de Bushido code.

## Strips
in de eerste stripserie door Kevin Eastman en Peter Laird speelt Leonardo een belangrijke rol. Hij is vaak degene die met een idee komt (behalve als de oplossing van een probleem om een technologische aanpak vraagt, Donatello's specialiteit is) en spreekt voor het team. Naarmate de serie vorderde werd hij steeds meer en meer geaccepteerd als groepsleider (tot ongenoegen van Raphael). Het werd ook al snel duidelijk dat hij bereid was zich op te offeren voor zijn familie. Hij was het ook die uiteindelijk Shredder versloeg.
Leonardo kreeg een soortgelijke persoonlijkheid in de Image stripserie. Wel was hij wat kalmer in deze serie, vooral tegenover zijn (af en toe lastige) broers. Hij verloor in deze serie ook een hand, maar kreeg later een kunsthand van Donatello. In de latere Mirage-serie zijn deze gebeurtenissen echter weggelaten, alsof ze nooit hebben plaatsgevonden.
In de Archie stripserie had Leonardo een sterke afkeer voor alle vormen van vuurwapens. Een toekomstige versie van hem richtte een ninjaschool op.

## Eerste animatieserie
In de animatieserie uit 1987 is Leonardo overduidelijk de leider van het team (dit werd zelfs vermeld in het introfilmpje). Hij is hier een zeer serieus type die in tegenstelling tot zijn broers vrijwel nooit bijdehante opmerkingen maakt. Eenmaal hypnotiseerden zijn broers hem zelfs om hem wat kalmer en minder serieus te maken, maar dat had een averechts effect daar Leo in zijn relaxte humoristische toestand te veel practical jokes uithaalde. Eenmaal verliet hij de groep na een crisis. In deze tijd kwamen zijn broers erachter dat niemand Leonardo kon vervangen als leider.
Leonardo leek in de serie ook interesse te hebben voor boeken. Bijna altijd als ze in hun schuilplaats waren las hij wel een of ander boek.
In de originele Amerikaanse versie werd Leonardo’s stem gedaan door Cam Clarke (die ook de stem van Rocksteady deed).

## 2003 en Fast Forward animatieseries
In de tweede animatieserie werd Leonardo’s stem gedaan door Mike Sinterniklaas en in het Nederlands door Edwin de Jongh. Hij is hier eveneens de leider van de groep, en tevens de meest "spirituele" van de vier. Hij heeft een sterke band met Splinter en een sterk gevoel voor eer, ethiek en Bushido. Vrijwel alle afleveringen die de Shredder of het begrip “eer” behandelen focussen op Leonardo, en hij is bijna altijd de Turtle die op het laatste moment de situatie red. Wel is Leonardo in deze serie gevoeliger dan in vorige incarnaties, en hij twijfelt nog weleens aan zijn eigen kunnen. Desondanks zien zijn broers hem als grote steun en weten zich vaak geen raad als hij gewond of afwezig is. Een van Leonardo’s beste kwaliteiten is zijn sterke geloof in het goede in mensen, zelfs potentiële vijanden (bijvoorbeeld, Karai, Traximus, Quarry).
Af en toe is Leonardo behoorlijk streng over zichzelf omdat hij vindt dat er veel van hem wordt verwacht. Net als in de strips werd hij eenmaal in een hinderlaag gelokt door de Foot Clan, waarna hij ervan overtuigd is dat hij zijn familie en vrienden te schande heeft gemaakt. Uiteindelijk vond hij innerlijke vrede onder begeleiding van de Ancient One, die ook Splinters sensei Hamato Yoshi had getraind. Leonardo was de enige van de Turtles die een permanente verwonding opliep in het laatste gevecht met de Shredder: een stukje van zijn schild boven zijn linkerschouder is afgehakt. Dit werd echter op een of andere manier weer genezen gedurende het Fast Forward seizoen.

## 2012 animatieserie
In deze animatieserie is Leonardo weer de leider van de groep. Hij is erg trouw aan sensei Splinter, en is vaak het serieust en gefocuste van het team. Hij kan niet goed opschieten met zijn broer Raphael. Leonardo kijkt graag naar een fictionele serie die sterk wat weg heeft van Star Trek. Turtle Leonardo heeft blauwe ogen. In de nieuwere afleveringen van de 2012 animatieseries is te zien dat Leonardo verliefd is op Karai, de dochter van de Shredder, wat tot grote vervelende gevolgen leidt voor het team.

## Films
In de eerste drie TMNT-films was Leonardo een betrouwbaar en gevoelig individu, die maar zelden zijn broers bevelen gaf. Ook was hij net als zijn broers bijdehand en een grappenmaker. Hij was tevens de eerste die erin slaagde om telepathisch te communiceren met Splinter, maar hij werd niet in een hinderlaag gelokt door de Foot Clan en doodde ook niet Shredder. Wel was hij de enige van de vier die Shredder met succes wist te verwonden in het laatste gevecht. Hij werd in de eerste film gespeeld door David Forman en in de tweede en derde film door Mark Caso. In alle drie de films werd zijn stem gedaan door Brian Tochi.
In de vierde TMNT film, had Leo New York verlaten en reeds een jaar rond de wereld gezworven. Hij keert weer terug wanneer een nieuw kwaad de kop opsteekt. Zijn relatie met Raphael is duidelijk verslechterd in de film. Zijn stem werd in deze film gedaan door James Arnold Taylor.
In de animatiefilm Teenage Mutant Ninja Turtles: Mutant Mayhem uit 2023 wordt Leonardo ingesproken door Nicolas Cantu, en door Ridder van Kooten in de Nederlandse nasynchronisatie.

## Persoonlijkheid
Leonardo heeft een hart van goud en is een loyale en betrouwbare leider. Hij is de meest volwassene van al zijn broers. Wel ligt hij vaak in conflict met Raphael vanwege hun verschillende motieven. In de strips is Leonardo van mening dat zij alleen problemen dienen te behandelen die niemand anders aan kan, en dat “gewone” dieven en moordenaars zaak zijn van de politie. Dit is in tegenspraak met Raphaels mening dat de Turtles niet gewoon toe moeten kijken terwijl mensen vermoord worden.

## Videospellen
In de videospellen is Leonardo vrijwel altijd de eerste Turtle die de speler kan kiezen. Hij wordt in de spellen neergezet als een gebalanceerde vechter die op vrijwel elk gebied sterke, maar niet extreme, mogelijkheden heeft.